# Оскар Кельнер
Оскар Кельнер (нім. Oscar Kelner; 13 травня 1851, Тилловиц, Верхня Сілезія — 22 вересня 1911, Меккерн, Німецька імперія) — німецький біохімік, агрохімік і фізіолог.

## Життєпис
Народився 13 травня 1851 у Тілловіце. У 1874 закінчив Лейпцизький університет. З 1874 по 1880 працював асистентом у сільськогосподарських академіях у Проскау та Вюртемберг.
В 1880 переїжджає в Японію в тривале відрядження як іноземний радник при уряді, де в 1880—1882 стає професором агрохімії в Токійському університеті.
У 1892 повертається до Німеччини і обіймає посаду директора сільськогосподарської дослідної станції в Меккерні. Цю посаду обіймає до смерті.
Помер 22 вересня 1911 в Меккерні.

## Увічнення пам'яті
- Інституту тваринництва у Німеччині присвоєно ім'я Оскара Кельнера.

## Наукові роботи
Основні наукові роботи присвячені біохімії тварин та рослин, а також агрохімії.
- Показав можливість утворення в організмі тваринного жиру із вуглеводів.
- Розробив нову систему поживності кормів з їхньої продуктивної дії.

## Членство у суспільствах
- Почесний професор Токійського державного університету.